# 核兵器備蓄性能維持計画

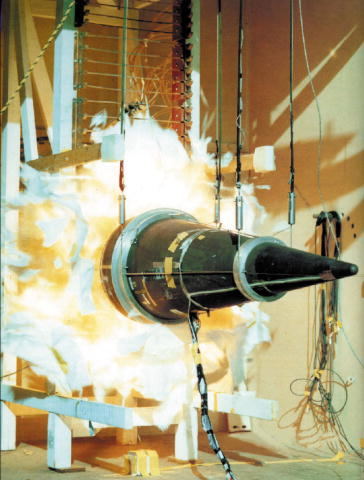
ピースキーパーのMk. 21再突入体の耐火試験の様子。経年した部材が今日どう振る舞うかを確認するために行われている。

核兵器備蓄性能維持計画（英語：Stockpile stewardship and management program）はアメリカ合衆国が進めている核実験を伴わずに核兵器の信頼性を確認・維持するためのプログラムである。
アメリカ合衆国では1992年以降は核兵器の開発が行われておらず 、2016年の時点で最新の核兵器であっても生産されたのは少なくとも23年前であり、経年により不発や予期しない動作をするようになる恐れがある。例えばプルトニウムやウラン、重水素や三重水素は放射性崩壊するため潜在的に信頼性が低く、崩壊による放射線照射で電子部品が損傷を受ける恐れもある。また、爆縮用の爆薬が化学的に劣化することも考えられる.。
アメリカ合衆国は1992年以降は核実験も行っていない。このため、備蓄核兵器の性能維持の手段としては核爆発を伴わない実験とスーパーコンピュータを併用したシミュレーションや経年に対する物理学的・化学的知識の応用 (関係者は後者を「科学に基づく（"science-based"）」手法と呼んでいる) しか残されていない。計画には実験用に品質が確認できる新しいプルトニウム製ピットを生産することも含まれている。核爆発を伴う核実験に頼らずに既存の核弾頭を延命する方法を見いだすことは、核抑止力を維持するために重要である。
計画の大部分はアメリカ合衆国エネルギー省所管の国立研究所が実施しており、ロスアラモス国立研究所、 サンディア国立研究所、ローレンス・リバモア国立研究所、 ネバダ核実験場（現在はネバダ国家安全保障施設に改称）やエネルギー省の製造施設で 27,500 人の人員と年間数十億ドルの費用をかけて進められている。

## 核兵器備蓄性能維持計画
核兵器備蓄性能維持計画はエネルギー省が所管しており、米国が保有する核兵器が経年により能力を失っていないことを確認している。年間40億ドル以上の予算が核兵器の信頼性試験や国立点火施設（NIF）のような高度な研究施設に充てられている。これらの高度な研究施設は、1997年に当時のビル・クリントン大統領が包括的核実験禁止条約に署名してからさらに重要度を増している。

### 施設
核兵器備蓄性能維持計画は以下の実験施設の支援を受けている。（訳注：施設名については日本語定訳がないため英語のままとしている。）
- Dual-Axis Radiographic Hydrodynamic Test Facility（ロスアラモス国立研究所）
- Contained Firing Facility（ローレンス・リバモア国立研究所）
- 国立点火施設（ローレンス・リバモア国立研究所）
- Zマシン（サンディア国立研究所）
- Omega（Laboratory for Laser Energetics）
- High Explosive Application Facility（ローレンス・リバモア国立研究所）
- Joint Actinide Shock Physics Experimental Research（ネバダ国家安全保障施設）
- Large Bore Powder Gun（ネバダ国家安全保障施設）
- Los Alamos Neutron Science Center（ロスアラモス国立研究所）
- Proton Radiography（ロスアラモス国立研究所）
- Big Explosives Experimental Facility（ネバダ国家安全保障施設）
- TA-55（ロスアラモス国立研究所）
- U1a施設（ネバダ国家安全保障施設）

これらの施設での実験で集められたデータはASCでの核実験シミュレーションに用いられる。